# Herb obwodu charkowskiego

Herb obwodu charkowskiego

Herb obwodu charkowskiego – oficjalny symbol obwodu charkowskiego, jednego z obwodów na wschodzie Ukrainy.
Wygląd herbu obwodu charkowskiego regulowany jest przez uchwałę Charkowskiej Rady Obwodowej z dnia 11 maja 1999 roku „O ustanowieniu symboliki obwodu charkowskiego”.
Dodatek nr 2 do wyżej wymienionej uchwały zawiera w ustępie 2 opis herbu obwodu:

Herb obwodu stanowi tarcza heraldyczna (czterokątna, zaostrzona u dołu). Na zielonym polu tarczy przedstawione są skrzyżowane ze sobą złoty róg obfitości i kaduceusz, laska którego również jest złota, a skrzydła i węże – srebrne. Tarcza obramowana jest złotą wstęgą. Wokół tarczy herbowej umieszczone są złote liście dębu, obwinięte błękitną wstążką. Tarcza uwieńczona jest stylizowanym wizerunkiem koła zębatego, z obu stron którego znajdują się po dwa kłosy. Na tle koła zębatego umieszczona jest księga z symbolicznym wizerunkiem jądra atomowego z orbitami elektronów.

Autorem herbu obwodu charkowskiego jest Serhij Szaposznykow. Wedle słów autora przy opracowaniu projektu pragnął on w sposób maksymalny uszanować dziedzictwo heraldyczne, dodając jedynie do niego symbolikę, która charakteryzuje obecny etap rozwoju obwodu, a także pewne szczegóły odnoszące się do jego podziału administracyjno-terytorialnego, na przykład liczba dębowych liści zdobiących tarczę herbu odpowiada liczbie rejonów i miast o znaczeniu obwodowym (ukr. міста обласного підпорядкування).
Herb bazuje na herbie Charkowa, stolicy obwodu.
Herb obwodu charkowskiego jest również elementem flagi obwodu charkowskiego.